# Fijación Oral, Vol. 1
Fijación Oral, Vol. 1 (с англ. — «Оральная фиксация, часть первая») — шестой студийный альбом колумбийской певицы Шакиры, выпущенный 3 июня 2005 года на лейбле Epic Records. В 2001 году Шакира добилась международного успеха с англоязычным альбомом Laundry Service и вскоре приступила к записи следующего альбома на испанском языке. Написав около 60 песен, певица решила разделить альбом на две части: Fijación Oral, Vol. 1 включает в себя испаноязычные композиции, в то время как в Oral Fixation, Vol. 2 вошли песни на английском языке. В музыкальном плане Fijación Oral, Vol. 1 выдержан в стиле латин-попа. Помимо самой Шакиры, в работе над диском принимали участие Густаво Серати, Лестер Мендес, Луис Фернандо Очоа и Хосе «Гочо» Торрес. Исполнительным продюсером пластинки выступил Рик Рубин.
Fijación Oral, Vol. 1 получил положительные отзывы критиков и имел весомый коммерческий успех. Пластинка дебютировала под четвёртым номером в американском хит-параде Billboard 200, в первую неделю было продано 157 000 экземпляров. Это был самый успешный дебют для испаноязычного альбома в истории Nielsen SoundScan. Кроме того, альбом возглавил чарты Аргентины, Мексики, Германии и Испании. В 2006 году Fijación Oral, Vol. 1 принёс Шакире «Грэмми» в категории «Лучший альтернативный латино-рок-альбом», а также был признан «Альбомом года» и «Лучшим женским вокальным поп-альбомом» на премии «Латинская Грэмми». Журнал Billboard назвал его самым продаваемым латиноамериканским поп-альбомом в 2000-х годах. По состоянию на май 2013 года по всему миру продано свыше четырёх миллионов экземпляров диска.
С альбома было выпущено четыре сингла. Несмотря на то, что ведущий сингл «La Tortura» стал единственной композицией с пластинки, попавшей в хит-парад Billboard Hot 100, последующие синглы «No», «Día de Enero» и «Las de la Intuición» закрепились в чартах Hot Latin Songs, Tropical Airplay и Latin Pop Airplay. В 2006 году в поддержку Fijación Oral, Vol. 1 и Oral Fixation, Vol. 2 Шакира отправилась в гастрольный тур с концертной программой Oral Fixation Tour, посетив города Северной и Южной Америки, Африки, Азии и Европы. В ноябре 2007 года вышел концертный альбом Oral Fixation Tour, в который вошла запись с концерта в Майами (Флорида).

## История создания
В 2001 году Шакира добилась международного успеха с англоязычным альбомом Laundry Service и вскоре приступила к записи следующего диска на испанском языке. Написав около 60 песен, певица решила разделить альбом на две части и поставила перед собой задачу «выбрать [свои] любимые треки» для обеих пластинок. Fijación Oral, Vol. 1 включает в себя испаноязычные композиции, в то время как в Oral Fixation, Vol. 2 вошли песни на английском языке. Поначалу Шакира рассказывала, что во вторую часть войдут абсолютно новые треки, хотя в конечном итоге в неё вошли англоязычные версии двух песен с первого альбома. В работе над диском, помимо самой певицы, принимали участие Лестер Мендес и Луис Фернандо Очоа, с которыми она сотрудничала ранее, а также Густаво Серати и Хосе «Гочо» Торрес. Исполнительным продюсером пластинки выступил Рик Рубин. Тексты всех песен и большую часть музыки написала сама певица.
Вдохновением для обложки двух альбомов послужила Ева, первая женщина. По словам Шакиры, «обложка первого альбома более фрейдистская, а вторая больше напоминает Юнга, ведь Ева — универсальный архетип». Она пыталась «сохранить единство между двумя обложками и решила использовать иконографию Эпохи Возрождения». На обложке первого альбома изображена Шакира с новорождённой девочкой на руках; на обложке второго диска Шакира стоит рядом с деревом, где сидит маленькая девочка и тянется за яблоком, которое певица держит в руке. Обе обложки, как утверждала Шакира, содержат отсылку к теории психоаналитика Зигмунда Фрейда о том, что младенцы начинают познавать мир через рот на оральной стадии психосексуального развития.

## Музыкальный стиль
Fijación Oral, Vol. 1 — альбом в стиле латин-попа. По словам Стивена Томаса Эрлевайна с сайта AllMusic, пластинка «ловко переступает грань между традиционной латиноамериканской поп-музыкой, броским, сексуальным данс-попом и громозвучным adult contemporary». Первый трек, «мягкая и медленная» песня «En Tus Pupilas» выдержана в стиле фолка; в первом куплете этой песни содержится несколько слов на французском языке. Стилистику композиции «La Pared» сравнивали с работами дуэта Eurythmics. В песне «La Tortura», записанной при участии испанского певца Алехандро Санса, присутствуют элементы колумбийской кумбии, дэнсхолла и электроники. «Obtener un Sí» — композиция в стиле босановы с элементами ча-ча-ча. Пение Шакиры в этой песне сопровождается оркестровым аккомпанементом в стилистике 1950-х годов. Композиция «Día Especial» записана при участии аргентинского певца Густаво Серати.
Влияние на шестой трек «Escondite Inglés» оказала новая волна. В композиции «No», в записи которой снова принял участие Серати, используется простая мелодия, подчёркивающая вокал Шакиры. В песне «Las de la Intuición» присутствуют элементы синти-попа, а трек «Día de enero» сравнивали с работами мексиканской певицы Наталии Лафуркаде. Композиция «Lo Imprescindible» содержит несколько строк на немецком языке, в которых певица просит своего возлюбленного никогда её не покидать. В альбом также вошли акустическая версия песни «La Pared» и ремикс от Shaketon на трек «La Tortula».

## Продвижение

### Синглы
В конце апреля 2005 года вышел ведущий сингл с альбома «La Tortura», записанный при участии испанского певца Алехандро Санса. Музыкальные критики высоко оценили продюсирование и стилистику трека. «La Tortura» — единственный сингл с альбома, попавший в американский хит-парад Billboard Hot 100, где закрепился на 23-й строчке. Песня также возглавила чарты Hot Latin Songs, Tropical Airplay и Latin Pop Airplay. Композиция установила рекорд по наибольшему количеству недель на вершине хит-парадов и стала самым успешным латиноамериканским синглом года. Вскоре Американская ассоциация звукозаписывающих компаний (RIAA) присвоила треку статус золотого, а позже он стал платиновым. «La Tortura» также закрепился на первых строчках хит-парадов Венгрии, Испании и Венесуэлы.
Второй сингл с альбома «No», записанный при участии аргентинского певца Густаво Серати, занял второе место в чарте Latin Pop Airplay и одиннадцатое — в Latin Airplay. Третьим синглом с Fijación Oral, Vol. 1 стала композиция «Día de enero». Трек достиг седьмой позиции в Latin Pop Airplay и до 29-й — в Latin Airplay. Четвёртый и последний сингл с альбома «Las de la Intuición» закрепился на 11-м месте в чарте Latin Pop Airplay и на 31-м — в Latin Airplay. Позже Шакира записала англоязычную версию песни под названием «Pure Intuition».

### Выступления и тур
В поддержку альбомов Fijación Oral, Vol. 1 и Oral Fixation, Vol. 2 Шакира отправилась в гастрольный тур с концертной программой Oral Fixation Tour, который начался 14 июня 2006 года в испанском городе Сарагоса. При содействии Creative Artists Agency певица посетила 27 городов и дала 41 концертное шоу на пяти континентах. Тур также спонсировала испанская автомобилестроительная компания SEAT, с которой Шакира сотрудничала с целью поддержки своего благотворительного фонда Pies Descalzos. В сет-лист вошли в основном испаноязычные композиции, а также несколько песен на английском языке. 9 июля 2007 года в рамках тура Шакира дала концерт на арене Turkcell Kuruçeşme в Стамбуле (Турция). В общей сложности выручка от гастролей в Северной и Южной Америке составила более 42 миллионов долларов США, а по всему миру — более 100 миллионов долларов США.
В ноябре 2007 года лейбл Epic Records выпустил концертный альбом Oral Fixation Tour, который был записан на концерте в Майами (Флорида). Уильям Рульманн с сайта AllMusic дал диску положительную оценку, высоко оценив вокальные и хореографические способности Шакиры.

## Восприятие

### Реакция критиков
| Совокупная оценка    | Совокупная оценка |
| Источник             | Оценка            |
| -------------------- | ----------------- |
| Metacritic           | 79/100            |
| Оценки критиков      |                   |
| Источник             | Оценка            |
| AllMusic             | [ 1 ]             |
| Blender              | [ 32 ]            |
| Entertainment Weekly | B+                |
| The Guardian         | [ 34 ]            |
| The New York Times   | (положительная)   |
| Paste                | (смешанная)       |
| PopMatters           | (8/10)            |
| Rolling Stone        | [ 9 ]             |
| Yahoo! Music UK      | [ 36 ]            |

Fijación Oral, Vol. 1 получил положительные отзывы критиков. На сайте-агрегаторе Metacritic его оценка составила 79 баллов из 100 возможных. Стивен Томас Эрлевайн с сайта AllMusic высоко оценил альбом, поставив ему четыре звезды из пяти. Рецензент отметил, что «сочетание коммерческой грамотности и умных текстов песен» делают пластинку «небольшим триумфом» и доказательством того, что Шакира «может не только вернуться к своим истокам, но и расширить их». В завершение Эрлевайн подчеркнул, что «учитывая потенциал этого альбома, трудно дождаться выхода второй части». Мэтт Цибула с сайта PopMatters также высоко оценил пластинку. По его мнению, песни с этого диска довольно «незамысловаты», и это связано с желанием певицы продемонстрировать свой «сексуальный голос с придыханием, переполненный вибрато». Эрнесто Лехнер из Entertainment Weekly отметил, что Шакира «вновь себя обрела», «поставив свой оперный вокализ на службу испанской поэзии» и назвал Fijación Oral, Vol. 1 лучшей работой в дискографии певицы.
Дейв Симпсон из британской газеты The Guardian поставил диску три звезды из пяти возможных. Рецензент сравнил Шакиру с «латиноамериканской Мадонной» и высказал мнение, что её вокал напоминает Шер и Хейзел О’Коннор. Джон Парелес из The New York Times высоко оценил универсальность многоязычных текстов певицы и её эксперименты в ряде жанров. Обозреватель назвал песни «запоминающимися», а мелодии, по его мнению, смогут заставить подпевать даже неиспаноговорящих слушателей. Барри Уолтерс из журнала Rolling Stone поделился мнением, что исполнительный продюсер Рик Рубин помог Шакире восстановить её артистическую целостность. Том Таунсенд с сайта Yahoo! Music назвал Шакиру «величайшей поп-звездой» и подчеркнул, что Fijación Oral, Vol. 1 получился более разноплановым, чем Laundry Service. Марк Кемп из журнала Paste дал диску смешанную оценку; по его мнению, пластинка сильнее, чем Laundry Service, но уступает Dónde Están los Ladrones? (1998).

### Награды и номинации
В 2005 году Fijación Oral, Vol. 1 был признан лучшим латиноамериканским поп-альбомом на церемонии награждения Billboard Music Awards. В том же году на мексиканской премии Premios Oye! диск одержал победу в номинации «Лучший женский поп-альбом года»; его также признали лучшим альбомом на Premios Shock и Premios Juventud. В 2006 году альбом принёс Шакире «Грэмми» в номинации «Лучший альтернативный латино-рок-альбом». В том же году на премии «Латинская Грэмми» пластинка была признана «Альбомом года» и «Лучшим женским вокальным поп-альбомом», а также получила награду за лучший инжиниринг; композицию «La Tortura» на этой же церемонии признали «Песней года». На церемонии Billboard Latin Music Awards диск принёс Шакире победу в категории «Лучший женский латиноамериканский поп-альбом», а сингл «La Tortura» получил три награды: «Лучшая песня года», «Лучшее вокальный дуэт» и «Рингтон года». Fijación Oral, Vol. 1 одержал победу в номинации «Поп-альбом года» на премии «Ло Нуэстро» и в категории «Лучший латиноамериканский альбом» на Groovevolt Music Awards. В мае 2006 года Шакира удостоилась награды «Выдающаяся латиноамериканская певица» на церемонии ALMA Awards, Fijación Oral, Vol. 1 признали лучшим альбомом на испанском языке. Диск также был номинирован на колумбийскую премию Nuestra Tierra в категории «Лучший альбом года», но уступил пластинке Фонсеки Corazón.

### Коммерческий успех
Fijación Oral, Vol. 1 дебютировал под четвёртым номером в американском хит-параде Billboard 200, в первую неделю было продано 157 000 экземпляров диска. Это был самый успешный дебют для испаноязычного альбома в истории Nielsen SoundScan. На второй неделе было продано 77 000 экземпляров диска, намного больше по сравнению с другими альбомами на испанском языке. Пластинка также возглавила чарт Billboard Top Latin Albums. Согласно Nielsen SoundScan, по состоянию на октябрь 2017 года в США продано более 1 019 000 экземпляров диска, что делает его восьмым наиболее продаваемым латиноамериканским альбомом в стране. Американская ассоциация звукозаписывающих компаний одиннадцать раз присвоила ему платиновый статус по латиноамериканским стандартам. В 2009 году журнал Billboard назвал Fijación Oral, Vol. 1 самым продаваемым латиноамериканским поп-альбомом в 2000-х годах. В мексиканском хит-параде пластинка дебютировала с первой строчки и ей позже трижды был присвоен платиновый статус в Мексике. В Центральной Америке диск получил золотую сертификацию.
Fijación Oral, Vol. 1 дебютировал на первой строчке в хит-параде Аргентины и ему позже был трижды присвоен платиновый статус в этой стране. В Венесуэле было продано более 34 613 экземпляров диска, за что он получил платиновую сертификацию. В Колумбии пластинка разошлась тиражом, превышающим 100 000 экземпляров, и трижды получила платиновый статус в стране. Альбому был также присвоен платиновый статус в Чили.
Пластинка была успешна и в Европе. Альбом дебютировал под вторым номером в австрийском хит-параде и в итоге получил платиновый статус в Австриис. Диск закрепился на седьмой строчке в чарте Валлонского региона Бельгии и на пятнадцатой — в чарте Фламандского региона, и вскоре ему присвоили золотой статус. Во французском хит-параде пластинка добралась до шестой строчки и получила золотую сертификацию. Fijación Oral, Vol. 1 возглавил немецкий чарт и вскоре ему трижды присвоили платиновый статус в Германии. Альбом также закрепился на вершине испанского хит-парада и трижды получил платиновую сертификацию в Испании. В Венгрии и Греции диск был сертифицирован как платиновый. Альбом также закрепился на второй позиции в хит-параде Швейцарии и вскоре получил платиновый статус. По состоянию на май 2013 года по всему миру продано более четырёх миллионов экземпляров пластинки.

## Список композиций
Информация адаптирована с буклета альбома Fijación Oral, Vol. 1.
Все тексты написаны Шакирой.
| №                   | Название                                                    | Музыка                     | Продюсер(ы)                              | Длительность |
| ------------------- | ----------------------------------------------------------- | -------------------------- | ---------------------------------------- | ------------ |
| 1.                  | «En Tus Pupilas»                                            | Шакира, Луис Фернандо Очоа | Шакира, Очоа[a]                          | 4:24         |
| 2.                  | «La Pared»                                                  | Шакира, Лестер Мендес      | Шакира, Мендес[a]                        | 3:20         |
| 3.                  | «La Tortura» (при участии Алехандро Санса)                  | Шакира, Очоа               | Шакира, Мендес[a], Хосе «Гочо» Торрес[b] | 3:35         |
| 4.                  | «Obtener Un Sí»                                             | Шакира, Мендес             | Шакира, Мендес[a]                        | 3:21         |
| 5.                  | «Día Especial» (при участии Густаво Серати)                 | Шакира, Очоа               | Шакира, Серати[a]                        | 4:25         |
| 6.                  | «Escondite Inglés»                                          | Шакира                     | Шакира, Мендес[a]                        | 3:10         |
| 7.                  | «No» (при участии Густаво Серати)                           | Шакира, Мендес             | Шакира, Мендес[a], Серати[a]             | 4:47         |
| 8.                  | «Las de la Intuición»                                       | Шакира, Очоа               | Шакира, Мендес[a], Очоа[a]               | 3:42         |
| 9.                  | «Día de Enero»                                              | Шакира                     | Шакира, Мендес[a]                        | 2:55         |
| 10.                 | «Lo Imprescindible»                                         | Шакира, Мендес             | Шакира, Мендес[a]                        | 3:58         |
| 11.                 | «La Pared» (Versión acústica)                               | Шакира, Мендес             | Шакира, Мендес[a]                        | 2:41         |
| 12.                 | «La Tortura (Shaketon Remix)» (при участии Алехандро Санса) | Шакира, Очоа               | Шакира, Мендес[a], Торрес[b]             | 3:12         |
| Общая длительность: | Общая длительность:                                         | Общая длительность:        | Общая длительность:                      | 43:30        |

| №  | Название                           | Длительность |
| -- | ---------------------------------- | ------------ |
| 1. | «La Tortula» (видеоклип)           | 3:45         |
| 2. | «О создании Fijación Oral, Vol. 1» | 6:56         |
| 3. | «Интервью с Алехандро Сансом»      | 24:14        |

Примечания
- ↑  означает сопродюсера
- ↑  означает дополнительного продюсера

## Участники записи
Информация адаптирована с сайта AllMusic.

| - Шакира — вокал, продюсирование, слова и музыка к песням - Дэвид Алсина — бандонеон - Гелипе Альварес — программирование - Джан Ариас — программирование - Пол Бушнелл, Дэйв Карпентер, Крис Чейни — бас-гитара - Хорхе Каландрелли — дирижёр, струнные аранжировки - Хуан Каматано — помощник звукорежиссёра - Густаво Селис — сведение - Густаво Серати — композитор, приглашённый исполнитель, клавишные, продюсирование, программирование - Луис Конте — перкуссия - Пит Дэвис — клавишные, программирование, труба - Гэри Фостер — флейта - Брайан Галлант — помощник звукорежиссёра - Икер Гастаминза — звукорежиссёр - Дэн Джордж — менеджер - Сербан Генеа — сведение - Маурисио Герреро — сведение, звукорежиссёр - Виктор Индриззо — ударные, перкуссия - Роб Якобс — звукорежиссёр, сведение - Умберто (Киро) Джудекс, Фрэнк Марокко — аккордеон - Стив Каджула — флейта - Бен Каплан — помощник звукорежиссёра - Кевин Киллен — звукорежиссёр - Тим Лебланк — звукорежиссёр | - Чарльз Лопер, Боб Маккенсей — труба - Уоррен Луенинг — флюгельгорн - Терри Мэннинг — звукорежиссёр - Мария Паула Маруланда — арт-директор - Дэвид Мэсси — A&R - Фарра Мэтьюз — A&R - Владо Меллер — мастеринг - Лестер Мендес — композитор, продюсирование, клавишные, программирование - Джонатан Мовер — ударные - Тедди Мулет — труба - Луис Фернандо Очоа — композитор - Карлос Паукар — звукорежиссёр - Шон Пелтон — ударные, перкуссия - Арчи Пена — перкуссия - Тони Рейес — гитара, клавишные - Рик Рубин — исполнительный продюсер - Алехандро Санс — композитор, приглашённый исполнитель, гитара, трес, вокальная аранжировка - Марио Сорренти — фотограф - Рамон Стагнаро, Рене Толедо, Лайл Уоркман — гитара - Хосе Дежесус Росалес «Halcón Dorado» Торрес — помощник продюсера, программирование, ремикширование - Дейв Уэй — сведение - Джо Уолмут — звукорежиссёр |

## Позиции в чартах
| Чарт (2005)            | Высшая позиция |
| ---------------------- | -------------- |
| Австрия                | 2              |
| Аргентина              | 1              |
| Бельгия (Фландрия)     | 15             |
| Бельгия (Валлония)     | 6              |
| Германия               | 1              |
| Испания                | 1              |
| Италия                 | 18             |
| Мексика                | 1              |
| Нидерланды             | 7              |
| Португалия             | 8              |
| США (Billboard 200)    | 4              |
| США (Top Latin Albums) | 1              |
| Франция                | 6              |
| Финляндия              | 3              |
| Швеция                 | 14             |
| Швейцария              | 2              |

| Чарт (2005)            | Высшая позиция |
| ---------------------- | -------------- |
| Австрия                | 23             |
| Аргентина              | 2              |
| Венгрия                | 48             |
| Германия               | 13             |
| Испания                | 4              |
| Мексика                | 2              |
| Мир                    | 27             |
| Нидерланды             | 45             |
| США (Billboard 200)    | 87             |
| США (Top Latin Albums) | 2              |
| Франция                | 76             |
| Швейцария              | 8              |

| Чарт (2006)            | Высшая позиция |
| ---------------------- | -------------- |
| Мексика                | 85             |
| США (Latin Pop Albums) | 4              |

| Чарт                   | Высшая позиция |
| ---------------------- | -------------- |
| США (Top Latin Albums) | 2              |
| США (Latin Pop Albums) | 1              |

| Страна              | Сертификат     | Продажи    |
| ------------------- | -------------- | ---------- |
| Австрия             | Платиновый     | 30 000*    |
| Аргентина           | 3× Платиновый  | 120 000^   |
| Бельгия             | Золотой        | 25 000*    |
| Венгрия             | Платиновый     |            |
| Венесуэла           | Платиновый     | 34 613     |
| Германия            | 3× Золотой     | 300 000^   |
| Греция              | Золотой        | 10 000^    |
| Испания             | 3× Платиновый  | 300 000^   |
| Колумбия            | 3× Платиновый  | 100 000    |
| Мексика             | 3× Платиновый  | 300 000^   |
| Португалия          | Золотой        | 10 000^    |
| Россия              | Платиновый     | 20 000*    |
| США                 | 11× Платиновый | 1 019 000  |
| Франция             | Золотой        | 100 000*   |
| Чили                | Платиновый     | 15 000^    |
| Швейцария           | Платиновый     | 40 000^    |
| Япония              | —              | 15 519     |
| Суммарные продажи   |                |            |
| Европа              | Платиновый     | 1 000 000* |
| Центральная Америка | Платиновый     |            |